# ادمون-شارل ژونه
ادمون-شارل ژونه (فرانسوی: Edmond-Charles Genêt‎; ۸ ژانویهٔ ۱۷۶۳ – ۱۴ ژوئیهٔ ۱۸۳۴) یک دیپلمات اهل فرانسه بود. ژونه سفیر فرانسه در ایالات متحده آمریکا در زمان انقلاب فرانسه بود.